# Palazzo Nori
Palazzo Nori (Palazzo di Alberto di Zanobi) è un edificio storico di Firenze, situato in via de' Neri 6, angolo via de' Rustici 2r-4r-6r-8r-10r.

## Storia e descrizione

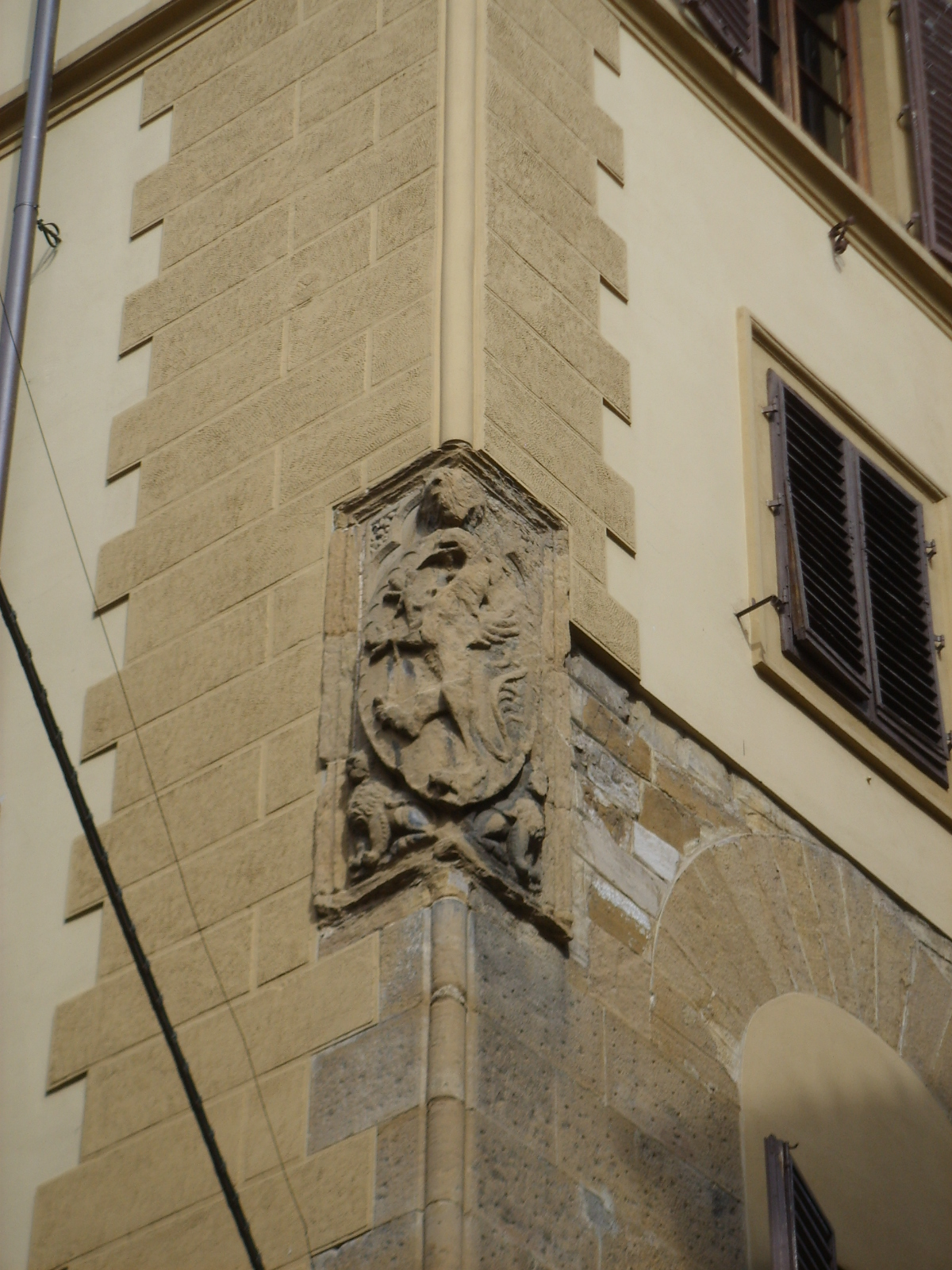
Stemma d'angolo

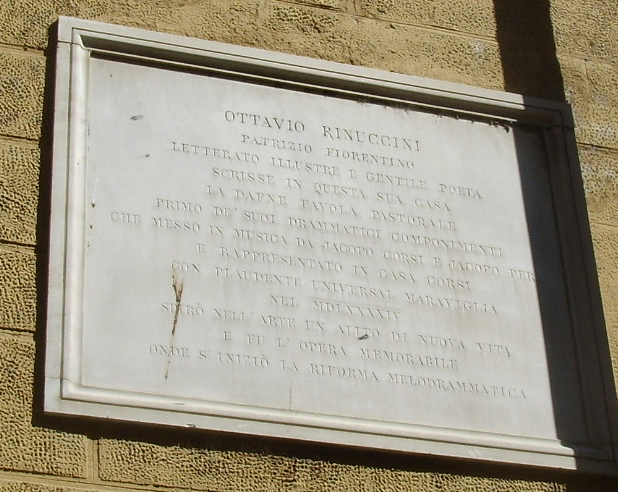
Targa a Ottavio Rinuccini

La fabbrica, di notevole estensione, presenta caratteri che consentono di ricondurne l'edificazione tra la fine del Trecento e i primi del Quattrocento, quando formava un unico corpo con l'altrettanto notevole edificio ora segnato con il n. 4, palazzo Grifoni-Libri. Dell'antico palazzo, mercante Alberto di Zanobi, attestano il piano terreno, segnato da cinque fornici più mezzanino in pietra a bozze rustiche (che oggi accedono ai locali di varie attività commerciali), e il primo piano. Successivamente l'edificio è stato soprelevato di ulteriori due piani.
Già reputato di proprietà della famiglia Rustici, è indicato dalla letteratura come passato nel 1427 ai Davanzati, quindi, nel 1450, diviso tra questi, i Capponi e i Rucellai. Nel 1469, con altre case e una piazzola interna, passò alla famiglia Nori, nella persona di quel Francesco Nori che, facendo scudo col proprio corpo a Lorenzo de' Medici, lo salvò dalla congiura ordita dai Pazzi il 26 aprile 1478.
Dei Rinuccini nel corso del Cinquecento, apparteneva nel 1766 alla signora Ortensia Berardi Nelli, come risulta da un cabreo pubblicato da Gian Luigi Maffei ma relativo al vicino palazzo Grifoni.
Il paramento esterno presenta il bugnato al pian terreno, dove si aprono ampi portali per fondaci (ancora oggi occupati da negozi), mentre i piani superiori hanno grosse bozze regolari in pietraforte, dove si aprivano delle monofore (oggi tamponate e sostituite da finestre rettangolari, ma ancora visibili), con cornici marcapiano. La presenza di tre piani è un indizio della struttura medievale, derivato dallo sviluppo verticale delle case-torri e dei palagi prima della standardizzazione verso i canonici due piani.
Sull'angolo di via de' Rustici è un bellissimo scudo con l'arme tradizionalmente interpretata come dei Rustici (d'azzurro, al grifone d'oro e al capo dell'Impero). Sul lato di via de' Rustici la fabbrica presenta il semplice disegno risultante dai rifacimenti ottocenteschi, con il piano terreno che si qualifica per gli intonaci lavorati che alludono a un paramento in pietra. Sempre su questo lato è presente una memoria che ricorda come il patrizio fiorentino Ottavio Rinuccini (1562-1621) negli anni in cui era proprietario della casa, fornisse, scrivendo la favola pastorale Dafne (1594), il primo modello di melodramma.